# Annibale Marazio
Annibale Marazio, Barone di Santa Maria Bagnolo in Lomellina (Alba, 25 luglio 1830 – Torino, 23 gennaio 1916), è stato un giornalista e politico italiano.

## Biografia
Figlio di un notaio compie gli studi inferiori e superiori ad Alba e si laurea in giurisprudenza a Torino. Appassionato fin da bambino della scrittura e delle lettere in luogo della professione forense preferisce dedicarsi all'impegno politico e al giornalismo come suo terreno d'azione. Col un bagaglio di esperienza accumulato all'università, periodo in cui collabora con l'Eco delle province, quotidiano della sinistra costituzionale di Torino, nel 1854 entra nella redazione de Il Diritto, fondato nello stesso anno nel capoluogo piemontese e diretto a quattro mani da Agostino Depretis, Cesare Correnti, Lorenzo Pareto e G. Robecchi. Ne diventa redattore capo nel 1859 e direttore e proprietario nel 1860, anno in cui a lo cede a sua volta al deputato sardo Giovanni Antonio Sanna. 
Schierato a favore di Urbano Rattazzi nel 1861 accetta il suo invito a dirigere il giornale La Monarchia nazionale, quotidiano che sostiene il cosiddetto terzo partito, promosso dal politico piemontese per aggregare le tendenze moderate di destra e sinistra, e mantiene questo ruolo per due anni. Nel 1865 ha una breve esperienza alla direzione del periodico Le Alpi, portavoce dell'opposizione liberale alla Convenzione di settembre, della quale non si è mostrato del tutto entusiasta alla Camera, dove è stato eletto per la prima volta pochi mesi prima. La sua carriera parlamentare prende il via con le elezioni suppletive seguite alla morte di Cavour e fin dalle prime battute delinea la sua preparazione sui temi economici, che si rivela in tutto il suo valore in un discorso del 1871 contro gli aumenti di tasse proposti da Quintino Sella. La buona conoscenza della materia gli vale l'inserimento nelle numerose commissioni che all'epoca trattano il problema della finanza pubblica. Nel 1873 appoggia la formazione del secondo governo di Marco Minghetti ed assume l'incarico di relatore del disegno di legge sull'assestamento di bilancio. 
Quando ad obiettivo raggiunto l'esecutivo inizia a perseguire una politica di inasprimento fiscale, del tutto simile a quella perseguita da Sella, inizia a prendere le distanze dall'esecutivo a capo di una pattuglia di deputati della destra che il 18 marzo 1876 contribuisce alla caduta del governo e all'avvento della sinistra al potere. La "rivoluzione parlamentare" si consuma sul provvedimento per la statalizzazione delle ferrovie, affidate a compagnie private che assorbono grandi quantità di pubblico danaro senza apportare miglioramenti all'esercizio. 
Del tutto indifferente alle accuse di tradimento si inserisce senza problemi nel nuovo corso promosso dal Depretis (non ancora trasformista), ma per motivi non chiari declina a più riprese gli incarichi che gli vengono proposti dal presidente del consiglio (sottosegretario agli interni) e da Francesco Crispi (una prefettura a sua scelta tra le sedi di prestigio), preferendo continuare a ricoprire l'incarico di consigliere provinciale di Cuneo. È tuttavia logico credere che ambisce all'incarico di segretario generale del ministero delle finanze, che ottiene nel 1879 dal terzo governo di Depretis e che mantiene fino al 1881, quando cade il secondo governo guidato da Benedetto Cairoli. In tutti questi anni lavora a fianco di Agostino Magliani, il ministro detto "della finanza allegra" per la sua politica di costante espansione della spesa pubblica a mezzo di provvedimenti straordinari. 
Il sodalizio ha termine più per gli interessi personali del Marazio che per questioni prettamente politiche. Dopo aver elogiato la politica economica del governo nella relazione sull'andamento della spesa pubblica per l'esercizio 1880-1883, infatti, nel 1885 rassegna le dimissioni con la motivazione che le spese del governo sono poco oculate ed inutilmente esagerate. È una contraddizione che viene rilevata dall'ambiente parlamentare dell'epoca (che pure non è incline alla coerenza politica) come una caduta di stile, specie quando vota contro un provvedimento del governo prima che le dimissioni vengano ratificate, ma che si può ricondurre alla manovra di uomini di primo piano della Sinistra storica, persuasi che la fine dell'esperienza di governo sia prossima. In effetti dopo le elezioni del 1883 Francesco Crispi, Giuseppe Zanardelli, Alfredo Baccarini, Benedetto Cairoli e Giovanni Nicotera hanno promosso un'opposizione moderata di sinistra ai governi che Depretis può presiedere dal 1883 al 1887 solo grazie al sostegno di una parte consistente della destra (il cosiddetto trasformismo). Alle successive elezioni del 1886 si presenta come candidato della pentarchia nel suo collegio (Santhià e Vercelli) e in quello di Alba-Bra-Cherasco, ma in entrambi esce fortemente sconfitto nonostante l'appoggio dell'Associazione liberale progressista. Questa sconfitta viene monetizzata in posizioni di potere locale nei comuni dove ha comunque prevalso, in primis a Cherasco, dove viene eletto sindaco, e la pausa gli consente un'ennesima svolta politica verso Francesco Crispi, col quale riconquista le posizioni perdute nel 1890 battendo Michele Coppino con 8.046 voti contro 7.748 nel collegio Alba-Cuneo. 
Col ritorno di Crispi al governo, nel 1893 torna a primari incarichi parlamentari nel settore delle finanze e l'anno successivo riesce ad ottenere dalla consulta araldica la concessione del titolo di Barone di Santa Maria Bagnolo in Lomellina, appartenente alla famiglia di sua madre ed estintosi con la morte del nonno e dei prozii. L'aspirazione al titolo nobiliare è funzionale alla nomina a senatore, cui pensa fin dalla conclusione del terzo mandato da deputato e che ottiene dopo la sconfitta alle elezioni del 1900. In senato fa parte in pianta stabile della commissione di finanze ma con una partecipazione ai lavori limitata dall'età ormai avanzata. Nei suoi ultimi anni si dedica prevalentemente al giornalismo e alla compilazione di alcuni saggi.

## Opere
- La situazione finanziaria e la questione dell'agricoltura, Torino 1885.
- Del governo parlamentare italiano, Torino, Utet, 1904
- La Corona nel governo parlamentare d'Italia in La rassegna nazionale. n. 25 (1903), vol. 131
- Il Partito socialista italiano e il governo, Torino, Utet, 1906